# 维尔加茨维森
维尔加茨维森是德国莱茵兰-普法尔茨州的一个市镇。总面积58.35平方公里，总人口1060人，其中男性530人，女性530人（2011年12月31日），人口密度18人/平方公里。